# Argyranthemum dissectum
A Estreleira (popularmente conhecidas como  Malmequer ou Pampilhos ) é uma planta do género botânico da família Asteraceae, espécie endémica da ilha da Madeira com a denominação: Argyranthemum dissectum Lowe.
Apresenta-se como um arbusto perene, lenhoso bastante ramificado que chaga até 1,2 metros de altura. Apresenta-se com folhas ovado-oblongas a lanceoladas, de 2 a 9 centímetros aparecendo também penatissectas, com lobos, linear-ligulados a estreitamente lanceolados.
As inflorescência desta planta são corimbosas apresentando de 1 a 5 capítulos, de lígulas brancas e flores do disco de cor amarela com invólucro com 1,4-2 centímetros de diâmetro.
Trata-se de uma espécie endémica da ilha da Madeira, onde é bastante rara e vive nas escarpas rochosas do litoral e locais húmidos do interior da ilha.
Apresenta a floração entre Março e Julho.